# 科波克 (愛荷華州)
科波克（英語：Coppock）是一個位於美國愛荷華州亨利縣、傑佛遜縣與華盛頓縣的城市。

## 地理
科波克的座標為41°09′46″N 91°42′58″W / 41.16278°N 91.71611°W，而該地的平均海拔高度為193米（即633英尺）。

## 人口
根據2010年美國人口普查的數據，科波克的面積為0.62平方千米，當中陸地面積為0.60平方千米，而水域面積為0.02平方千米。當地共有人口47人，而人口密度為每平方千米75人。